# Андреас Мартинсен
Андреас Мартинсен (норв. Andreas Martinsen — Берум, 13. јун 1990) професионални је норвешки хокејаш на леду који игра у нападу на позицијама крила и центра.
Члан је сениорске репрезентације Норвешке за коју је на међународној сцени дебитовао на светском првенству 2010. године.
Од 2015. игра у НХЛ лиги, прво за Колорадо аваланче, а потом од 2017. и за Монтреал канадијансе.